# Задача оберненого інтерполювання
Задача оберненого інтерполювання полягає у знаходженні значення аргументу яке відповідає заданому значенню функції, якого немає в таблиці. Вона обернена до задачі інтерполювання, яка полягає у знаходженні значення функції за аргументом.
Якщо функція {\displaystyle f} строго монотонна (зростаюча або спадна) на заданій ділянці таблиці,
то для неї існує обернена монотонна функція {\displaystyle x=\varphi (y)}. У цьому разі обернене
інтерполювання зводиться до звичайного інтерполювання для оберненої функції {\displaystyle x=\varphi (y)}.